# اس‌اس اوریون
اس‌اس اوریون (به انگلیسی: SS Orion) یک کشتی است که طول آن 32.44 m (29 m in 1929, lengthened 3 metres in 1961) می‌باشد. این کشتی در سال ۱۹۲۹ ساخته شد.